# Gloeocarpus
Gloeocarpus es un género con tres especies de plantas de flores perteneciente a la familia Sapindaceae. 

## Especies seleccionadas
- Gloeocarpus crenatus Radlk.
- Gloeocarpus patentivalvis (Radlk.) Radlk.
- Gloeocarpus philippinensis Elmer